# Drzyślawa (szczyt)
Drzyślawa (792 m) – szczyt w Paśmie Lubania w Gorcach.
Drzyślawa wraz z Dudową Górą tworzy grzbiet oddzielający doliny potoków Mikowiec (po zachodniej stronie) i potoku Kluszkowianka (po wschodniej stronie). Jest całkowicie porośnięta lasem i nie prowadzi nią żaden szlak turystyczny. Znajduje się w obrębie wsi Kluszkowce w województwie małopolskim, w powiecie nowotarskim.
W Paśmie Lubania jest jeszcze przełęcz o nazwie Drzyślawa.